# Prix von-Kaven
Pour les articles homonymes, voir Kaven.
Le Prix von Kaven est une distinction mathématique décernée chaque année à un mathématicien travaillant dans l'Union européenne et ayant fait preuve d'excellence scientifique.

## Prix
La Fondation von Kaven est créée en décembre 2004 par son fondateur Herbert von Kaven, avec le soutien de la Fondation allemande pour la recherche (Deutsche Forschungsgemeinschaft, DFG). Le but de la fondation est la remise d'un prix de mathématiques, dont le montant est actuellement de 10 000 Euros.
L'attribution du prix von Kaven est effectuée conformément aux statuts de la fondation par le Conseil Mathématique de la DFG. Une candidature pour le prix ne peut pas être prononcée de sa propre initiative. Le prix von Kaven est généralement décerné à la meilleure candidate ou au meilleur candidat en mathématiques, participant au Programme Heisenberg de la DFG, dans le courant de l'année d'attribution.
Il porte le nom de son fondateur, le mathématicien allemand Herbert von Kaven (1908-2009).

## Lauréats
- 2005 : Otmar Venjakob
- 2006 : Hô Hai Phùng
- 2007 : Gitta Kutyniok
- 2008 : Arthur Bartels et Ulrich Görtz (de)
- 2009 : Alexandre Lytchak
- 2010 : Non attribué
- 2011 : Christian Sevenheck
- 2012 : Eva Viehmann
- 2013 : Oliver Rinne
- 2014 : Pavel Gurevich
- 2015 : Tobias Oertel-Jäger
- 2016 : Non attribué
- 2017 : Manuel Amann
- 2018 : Non attribué
- 2019 : Nicolas Perkowski
- 2020 : Alexandra Carpentier
- 2021 : Moritz Weber
- 2022 : Gandalf Lechner[2]

## Liens
- Prix von Kaven sur le site de la DFG